# Cupa României 2022/23
Der Cupa României 2022/23 war die 85. Austragung des rumänischen Pokalwettbewerbs der Männer. Pokalsieger wurde Titelverteidiger Sepsi OSK Sfântu Gheorghe. Das Team qualifizierte sich damit für die 2. Qualifikationsrunde der UEFA Europa Conference League 2023/24.

## Teilnehmende Teams
| Liga 1 (14) | Liga 1 (14) | Liga II (13) | Liga II (13) | Liga III (12)                                                                                                  | Liga III (12)                                                                                     | Regionalpokal (1)     |
| --- | --- | --- | --- | --- | ------------------------------------------------------------------------------------------------- | --------------------- |
| - FC Argeș Pitești 1 - FC Botoșani 1 - FCSB Bukarest 1 - FC Chindia Târgoviște - CFR Cluj 1 - Dinamo Bukarest - Farul Constanţa 1 | - CS Mioveni - Rapid Bukarest - Sepsi OSK Sfântu Gheorghe - FC Universitatea Craiova - CS Universitatea Craiova 1 - UTA Arad 1 - FC Voluntari 1 | - AS SR Brașov - Gloria Buzău - CS Concordia Chiajna - FC Hermannstadt - Petrolul Ploiești - FC Politehnica Iași - Ripensia Timișoara | - Scikszereda Miercurea Ciuc - Steaua Bukarest - Unirea Slobozia - Universitatea Cluj - CSC 1599 Şelimbăr - Viitorul Pandurii Târgu Jiu | - CS Afumați - CSM Alexandria - CSC Dumbrăvița - ACS Foresta Suceava - Gloria Bistrița-Năsăud - Jiul Petroşani | - Minaur Baia Mare - CS Ocna Mureş - ASC Oțelul Galați - CSM Reșița - CSM Slatina - Şoimii Lipova | - Axiopolis Cernavodă |

## Modus
In dieser Saison wurde das Sechzehntelfinale durch Play-offs ersetzt, gefolgt von einer Gruppenphase, in der auch die besten acht Teams aus der Liga 1 einstiegen. In dieser Runde wurden die 24 im Wettbewerb verbliebenen Teams in vier Gruppen à 6 Mannschaften aufgeteilt. In allen Runden wurden die Begegnungen in einem Spiel entschieden. Bei unentschiedenem Ausgang in den Play-offs und ab dem Viertelfinale gab es eine Verlängerung von zweimal 15 Minuten und gegebenenfalls ein Elfmeterschießen.

## Play-offs
|                             | Ergebnis              |                            |
| --------------------------- | --------------------- | -------------------------- |
| 27. September 2022          |                       |                            |
| CSC Dumbrăvița              | 0:0 n. V. (7:6 i. E.) | FC Politehnica Iași        |
| Ripensia Timișoara          | 0:4                   | FC Universitatea Craiova   |
| Şoimii Lipova               | 2:4 n. V.             | Gloria Buzău               |
| Steaua Bukarest             | 1:2                   | FC Chindia Târgoviște      |
| Axiopolis Cernavodă         | 4:5 n. V.             | Minaur Baia Mare           |
| 28. September 2022          |                       |                            |
| ACS Foresta Suceava         | 0:1                   | UTA Arad                   |
| Jiul Petroșani              | 2:2 n. V. (0:3 i. E.) | ASC Oțelul Galați          |
| CSM Reșița                  | 0:4                   | CS Mioveni                 |
| CS Ocna Mureş               | 3:0                   | CSM Slatina                |
| Gloria Bistrița-Năsăud      | 0:0 n. V. (2:3 i. E.) | Unirea Slobozia            |
| CSC 1599 Şelimbăr           | 0:4                   | Petrolul Ploiești          |
| CS Afumați                  | 0:3                   | Rapid Bukarest             |
| 29. September 2022          |                       |                            |
| AS SR Brașov                | 1:1 n. V. (3:5 i. E.) | FC Hermannstadt            |
| CSM Alexandria              | 1:1 n. V. (4:2 i. E.) | Scikszereda Miercurea Ciuc |
| CS Concordia Chiajna        | 0:2                   | Universitatea Cluj         |
| Viitorul Pandurii Târgu Jiu | 0:1                   | Dinamo Bukarest            |

## Gruppenphase
Die 24 qualifizierten Vereine wurden bei der Auslosung in drei Töpfe verteilt:
| Topf 1 | Topf 2 | Topf 3 |
| --- | --- | --- |
| - FC Argeș Pitești (I) - FC Botoșani (I) - CFR Cluj (I) - Farul Constanța (I) - FCSB Bukarest (I) - Sepsi OSK Sfântu Gheorghe (I) - CS Universitatea Craiova (I) - FC Voluntari (I) | - UTA Arad (I) - FC Chindia Târgoviște (I) - CS Mioveni (I) - Rapid Bukarest (I) - FC Universitatea Craiova (I) - FC Hermannstadt (II) - Petrolul Ploiești (II) - Universitatea Cluj (II) | - Dinamo Bukarest (I) - Gloria Buzău (II) - Unirea Slobozia (II) - CSM Alexandria (III) - CSC Dumbrăvița (III) - Minaur Baia Mare (III) - CS Ocna Mureş (III) - ASC Oțelul Galați (III) |

### Gruppe A
| Pl. | Verein                    | Sp. | S | U | N | Tore    | Diff. | Punkte |
| --- | ------------------------- | --- | - | - | - | ------- | ----- | ------ |
| 1.  | Sepsi OSK Sfântu Gheorghe | 3   | 3 | 0 | 0 | 010:300 | +7    | 09     |
| 2.  | FC Universitatea Craiova  | 3   | 2 | 1 | 0 | 002:000 | +2    | 07     |
| 3.  | FC Voluntari              | 3   | 1 | 0 | 2 | 001:500 | −4    | 03     |
| 4.  | Dinamo Bukarest           | 3   | 0 | 2 | 1 | 005:600 | −1    | 02     |
| 5.  | Unirea Slobozia           | 3   | 0 | 2 | 1 | 003:400 | −1    | 02     |
| 6.  | Petrolul Ploiești         | 3   | 0 | 1 | 2 | 001:400 | −3    | 01     |

|                           | SEP | FCU | VOL | DIN | UNI | PET |
| Sepsi OSK Sfântu Gheorghe |     | –   | –   | –   | –   | –   |
| FC Universitatea Craiova  | –   |     | 1:0 | –   | –   | –   |
| FC Voluntari              | 0:4 | –   |     | –   | –   | –   |
| Dinamo Bukarest           | 2:3 | 0:0 | –   |     | –   | –   |
| Unirea Slobozia           | –   | –   | 0:1 | 3:3 |     | 0:0 |
| Petrolul Ploiești         | 1:3 | 0:1 | –   | –   | –   |     |

### Gruppe B
| Pl. | Verein            | Sp. | S | U | N | Tore    | Diff. | Punkte |
| --- | ----------------- | --- | - | - | - | ------- | ----- | ------ |
| 1.  | UTA Arad          | 3   | 2 | 1 | 0 | 008:300 | +5    | 07     |
| 2.  | CS Mioveni        | 3   | 2 | 0 | 1 | 002:300 | −1    | 06     |
| 3.  | FCSB Bukarest     | 3   | 1 | 2 | 0 | 004:200 | +2    | 05     |
| 4.  | FC Botoșani       | 3   | 1 | 0 | 2 | 001:300 | −2    | 03     |
| 5.  | Gloria Buzău      | 3   | 1 | 0 | 2 | 003:400 | −1    | 03     |
| 6.  | ASC Oțelul Galați | 3   | 0 | 1 | 2 | 000:300 | −3    | 01     |

|                   | UTA | MIO | FCS | BOT | GLO | OTE |
| UTA Arad          |     | –   | 2:2 | –   | –   | –   |
| CS Mioveni        | 0:3 |     | –   | 1:0 | –   | –   |
| FCSB Bukarest     | –   | –   |     | –   | –   | –   |
| FC Botoșani       | –   | –   | 0:2 |     | –   | –   |
| Gloria Buzău      | 1:3 | –   | –   | 0:1 |     | –   |
| ASC Oțelul Galați | –   | 0:1 | 0:0 | –   | 0:2 |     |

### Gruppe C
| Pl. | Verein             | Sp. | S | U | N | Tore    | Diff. | Punkte |
| --- | ------------------ | --- | - | - | - | ------- | ----- | ------ |
| 1.  | CFR Cluj           | 3   | 1 | 2 | 0 | 006:100 | +5    | 05     |
| 2.  | Universitatea Cluj | 3   | 1 | 2 | 0 | 005:100 | +4    | 05     |
| 3.  | Farul Constanța    | 3   | 1 | 2 | 0 | 004:200 | +2    | 05     |
| 4.  | Rapid Bukarest     | 3   | 1 | 1 | 1 | 004:300 | +1    | 04     |
| 5.  | CSC Dumbrăvița     | 3   | 1 | 0 | 2 | 005:900 | −4    | 03     |
| 6.  | CSM Alexandria     | 3   | 0 | 1 | 2 | 002:100 | −8    | 01     |

|                    | CFR | UCJ | FAR | RAP | DUM | ALX |
| CFR Cluj           |     | –   | –   | –   | –   | –   |
| Universitatea Cluj | 1:1 |     | –   | 0:0 | –   | –   |
| Farul Constanța    | 0:0 | –   |     | –   | –   | –   |
| Rapid Bukarest     | –   | –   | 0:2 |     | –   | –   |
| CSC Dumbrăvița     | 0:5 | –   | –   | 1:4 |     | 4:0 |
| CSM Alexandria     | –   | 0:4 | 2:2 | –   | –   |     |

### Gruppe D
| Pl. | Verein                   | Sp. | S | U | N | Tore    | Diff. | Punkte |
| --- | ------------------------ | --- | - | - | - | ------- | ----- | ------ |
| 1.  | FC Hermannstadt          | 3   | 2 | 0 | 1 | 007:500 | +2    | 06     |
| 2.  | FC Argeș Pitești         | 3   | 1 | 2 | 0 | 003:200 | +1    | 05     |
| 3.  | Minaur Baia Mare         | 3   | 1 | 1 | 1 | 008:300 | +5    | 04     |
| 4.  | CS Universitatea Craiova | 3   | 1 | 1 | 1 | 004:300 | +1    | 04     |
| 5.  | CS Ocna Mureş            | 3   | 1 | 1 | 1 | 002:700 | −5    | 04     |
| 6.  | FC Chindia Târgoviște    | 3   | 0 | 1 | 2 | 002:600 | −4    | 01     |

|                          | HER | ARG | MIN | UCV | OCN | CHI |
| FC Hermannstadt          |     | –   | –   | 0:2 | –   | 4:1 |
| FC Argeș Pitești         | –   |     | –   | 2:1 | –   | –   |
| Minaur Baia Mare         | 2:3 | 0:0 |     | –   | –   | –   |
| CS Universitatea Craiova | –   | –   | –   |     | –   | –   |
| CS Ocna Mureş            | –   | –   | 0:6 | 1:1 |     | 1:0 |
| FC Chindia Târgoviște    | –   | 1:1 | –   | –   | –   |     |

## Viertelfinale
Die vier Gruppensieger spielen zuhause gegen die jeweils Gruppenzweiten
|                           | Ergebnis |                          |
| ------------------------- | -------- | ------------------------ |
| 4. April 2023             |          |                          |
| UTA Arad                  | 1:0      | FC Universitatea Craiova |
| 5. April 2023             |          |                          |
| FC Hermannstadt           | 1:2      | Universitatea Cluj       |
| 6. April 2023             |          |                          |
| Sepsi OSK Sfântu Gheorghe | 4:1      | CS Mioveni               |
| CFR Cluj                  | 1:0      | FC Argeș Pitești         |

## Halbfinale
|                           | Ergebnis |                    |
| ------------------------- | -------- | ------------------ |
| 26. April 2023            |          |                    |
| Sepsi OSK Sfântu Gheorghe | 3:0      | CFR Cluj           |
| 27. April 2023            |          |                    |
| UTA Arad                  | 0:1      | Universitatea Cluj |

## Finale
| Paarung                   | Sepsi OSK Sfântu Gheorghe – Universitatea Cluj |
| Ergebnis                  | 0:0 n. V., 5:4 i. E. |
| Datum                     | 24. Mai 2023 |
| Stadion                   | Stadionul Municipal, Hermannstadt |
| Zuschauer                 | 11.813 |
| Schiedsrichter            | Cătălin Popa (Pitești) |
| Tore                      | Elfmeterschießen: 1:0 Roland Varga 1:1 Alexandru Chipciu Jonathan Rodriguez (gehalten) 1:2 Ovidiu Bic 2:2 Alexandru Tudorie 2:3 Dragoş Tescan 3:3 Ion Gheorghe Ely Fernandes (gehalten) 4:3 Marius Stefanescu 4:4 Dan Nistor Adnan Aganović (schießt über das Tor) Zé Gomes (gehalten) 5:4 Márk Tamás Ivan Martić (gehalten)                                    |
| Sepsi OSK Sfântu Gheorghe | Roland Niczuly – Denis Ciobotariu (86. Radoslaw Dimitrow), Branislav Niňaj, Mihai Balasa (86. Márk Tamás), Andres Dumitrescu – Jonathan Rodríguez, Nicolae Păun (112. Roland Varga) – Mario Rondón (46. Adnan Aganović), Cosmin Matei (75. Ion Gheorghe), Marius Stefanescu – Pavol Šafranko (75. Alexandru Tudorie). Cheftrainer: Cristiano Bergodi ( Italien) |
| Universitatea Cluj        | Andrei Gorcea – Ivan Martić, Andrei Piţian, Andrei Miron, Alexandru Chipciu – Martin Remacle (70. Ely Fernandes), Ioan Filip (80. Zé Gomes), Dan Nistor, Gabriel Simion, Ovidiu Bic – Mamadou Thiam (99. Dragoş Tescan). Cheftrainer: Ioan Sabău |
| Gelbe Karten              | Marius Stefanescu, Roland Niczuly, Andres Dumitrescu – Ivan Martić |